# 런던 아이

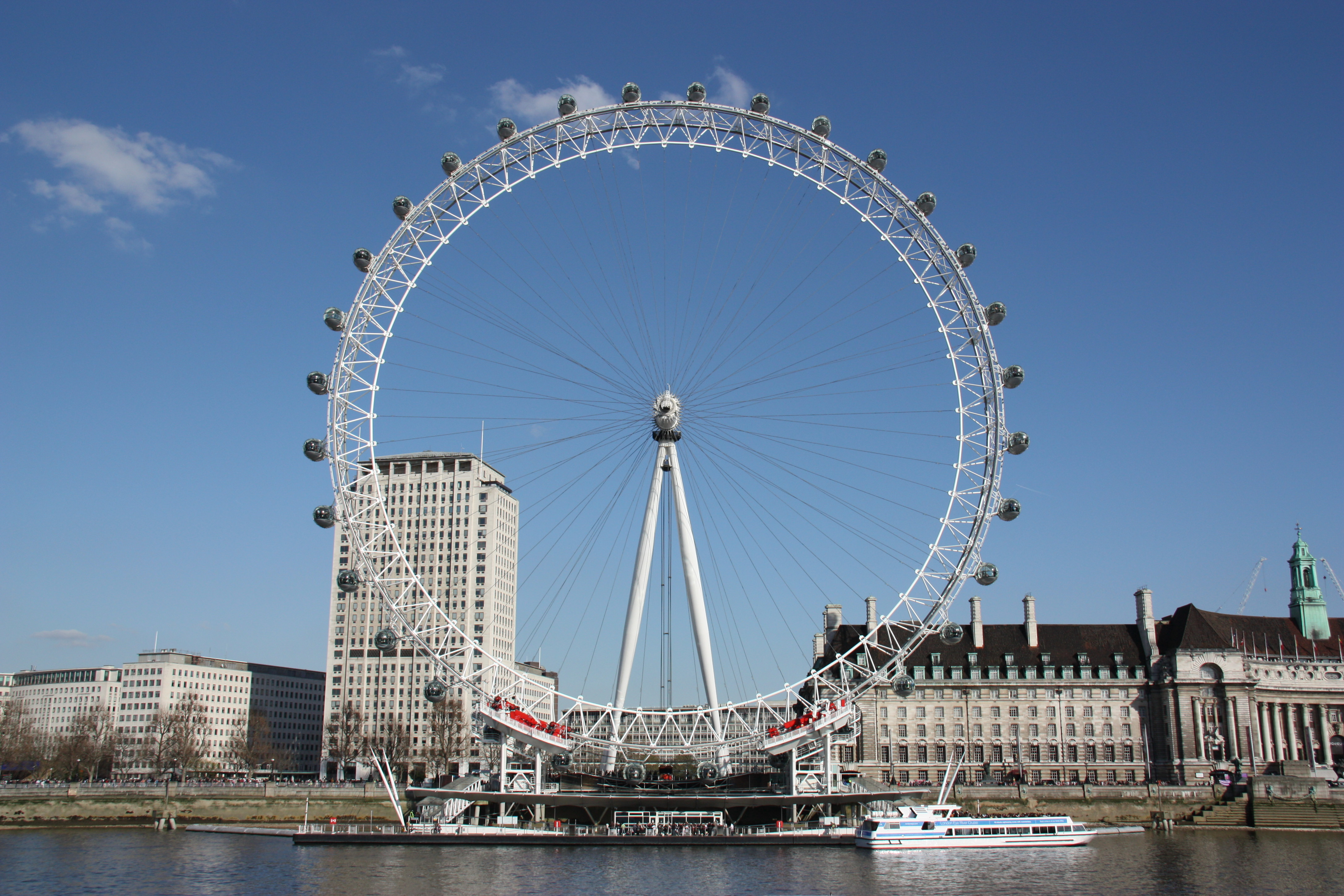
런던 아이의 모습

런던 아이(London Eye )는 런던의 템스강 사우스뱅크에 있는 캔틸레버식 대관람차이다. 2000년 개관하여 밀레니엄 휠(Millennium Wheel )이라고도 부른다. 런던에서 가장 인기 있는 유료 관광 명소로 매년 300만 명 이상이 방문한다.
런던 아이는 높이 135 m로 회전하는 휠의 지름은 120 m이다. 2000년 개관 당시에는 세계에서 가장 높은 대관람차이었다. 현재는 2022년 개관한 솔른체 모스코비(높이 140 m), 2006년 세워진 난창의 별(165 m), 2008년 세워진 싱가포르 플라이어(167 m), 2014년 라스베거스에 세워진 하이롤러(250 m) 등 런던 아이 보다 큰 대관람차가 여럿 생겼다. 다만 외팔보 방식의 관람차 가운데는 여전히 세계에서 가장 높다. 가장 높은 곳에서 런던의 전망을 바라볼 수 있는 장소였지만 2013년 초 마천루인 더 샤드의 72층에 245 m 높이에서 런던을 바라볼 수 있는 전망대가 세워져 이마저도 2위로 밀려났다.
런던 아이는 램버스구에 있는 구청 옆의 웨스트민스터 교와 헝거퍼드 교 사이의 템스강 남쪽 기슭에 있는 주빌리 가든의 서쪽 끝에 인접해 있다. 가장 가까운 지하철역은 워털루이다.
2020년 3월, 런던 아이가 완공 20주년을 맞이하면서 영국의 온라인 여행 예매 서비스인 '라스트미닛 닷컴' (lastminute.com)과 스폰서 계약을 맺고, 대관람차 탑승실에 특별 이벤트 공간을 꾸며놓았다. 내부를 펍으로 꾸며놓은 탑승실, 웨스트엔드 극장 무대로 꾸며놓은 탑승실, 런던의 왕립공원 여덟 곳을 대표하는 꽃밭으로 꾸며진 정원 탑승실 등으로 이뤄졌다.

## 역사
런던 아이는 마크스 바필드 아키텍츠의 부부 건축가로 유명한 줄리아 바필드와 데이비드 마크스가 설계를 맡았다. 시공관리업체로는 메이스 (Mace) 사가 선정되었으며, 철강시공업체와 토건업체로는 홀란디아 (Hollandia) 사와 틸베리더글라스 (Tilbury Douglas) 사가 각각 선정되었다. 이밖에도 컨설팅 엔지니어인 토니 지 파트너스 (Tony Gee & Partners) 사가 기반 설계를, 버켓랭킨 (Beckett Rankine) 사에서 해상부문 설계를 담당하였다. 런던 아이는 테두리를 팽팽한 강철 케이블로 당기는 구조로 설계되었는데, 그 모양이 마치 거대한 자전거 바퀴를 연상케 한다.
런던 아이의 시공 방식은 우선 템스강에 바지선을 띄워 자재를 옮긴 다음, 강에 쌓아둔 부지에서 지면과 평평하게 놓인 상태에서 조립하는 방법을 택했다. 그 다음 단계로 바퀴가 완성되면 스트랜드잭 장비를 이용해 똑바로 들어올렸다. 한시간에 각도 2도씩 천천히 올리면서 65도에 도달하자 잠시 일주일 동안 시공을 중단했고, 그 사이 기술자들이 두번째 직립단계로 넘어가기 위한 사전준비를 진행하였다. 런던 아이 건설현장은 유럽 6개국 기업들이 참여한 다국적 프로젝트나 다름없었는데, 철골 자재는 영국에서 생산되어 네덜란드 기업인 홀란디아가 조립했고, 케이블은 이탈리아에서, 베어링은 독일에서, 중심축 자재는 체코에서, 탑승실로 사용될 캡슐은 프랑스 기업 포마에서 조달하였다. 유리 자재는 이탈리아에서, 전자장비는 영국에서 생산된 것이었다.
이후 새천년을 앞둔 1999년 12월 31일, 토니 블레어 영국 총리의 선언과 함께 공식적으로 완공되었다. 다만 탑승실의 클러치 문제가 아직 남아있었던 관계로 석 달이 지난 2000년 3월 9일부터 일반인에게 공개되었다. 런던 아이는 원래 5년 동안 운영되고 철거될 임시 건축물로 기획되었으나, 2001년 12월 운영사 측에서 램버스 구의회 측에 런던 아이를 영구 보존해달라는 허가 신청서를 제출하였고, 2002년 7월 최종 승인되면서 지금까지 남아있게 되었다.
완공 당시 설치된 기본 조명은 2006년 12월 LED등으로 교체하는 작업이 이뤄졌으며, 이를 통해 형광등의 젤을 수동으로 갈아끼워야 했던 이전과는 달리 원격으로 조명을 조정할 수 있게 되었다. 2008년 6월 5일에는 개장 이래 런던 아이를 찾은 관광객수가 3000만 명을 넘었다는 소식이 전해졌다.

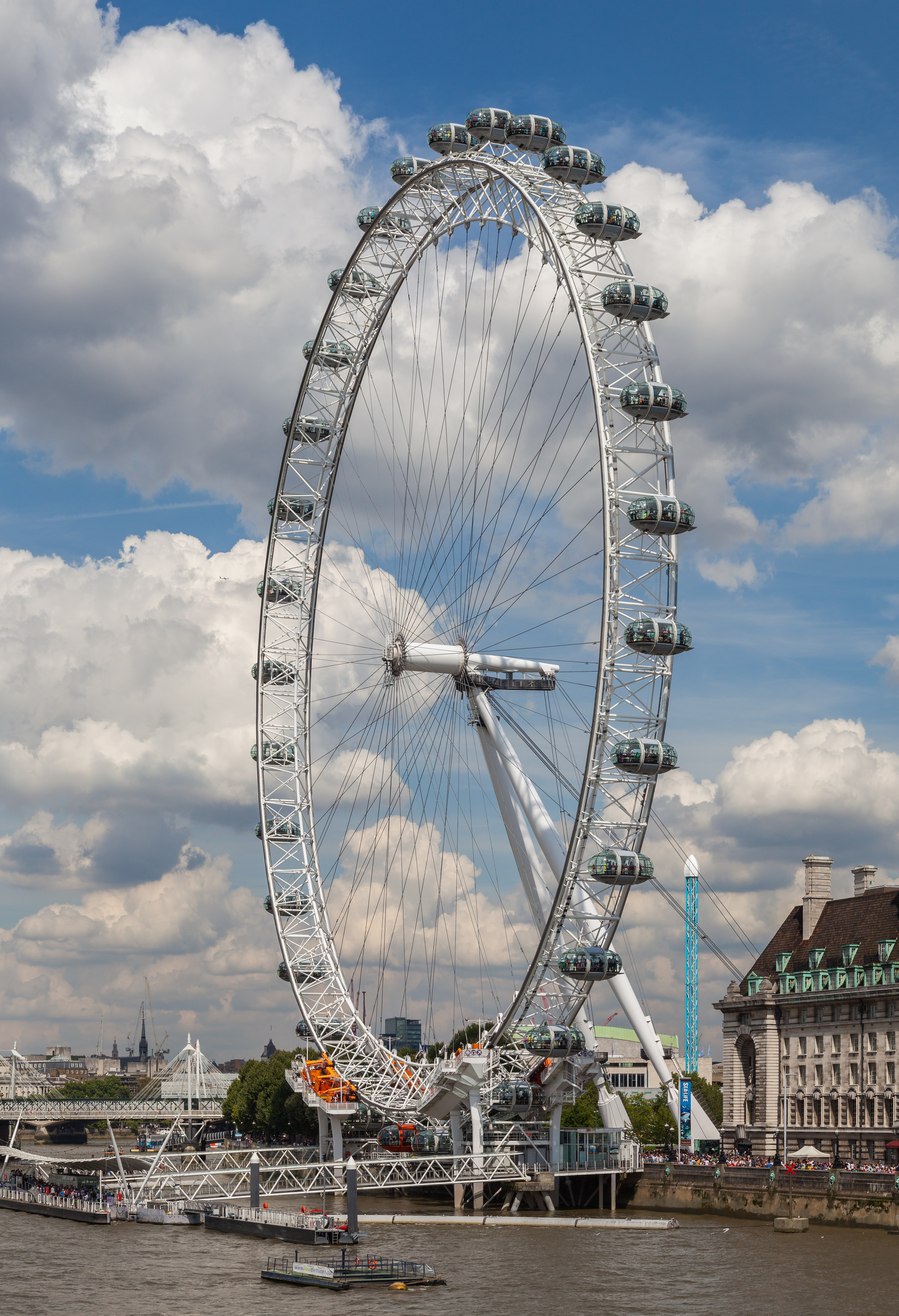
한쪽 면에만 A형 프레임으로 받쳐져 있는 런던 아이
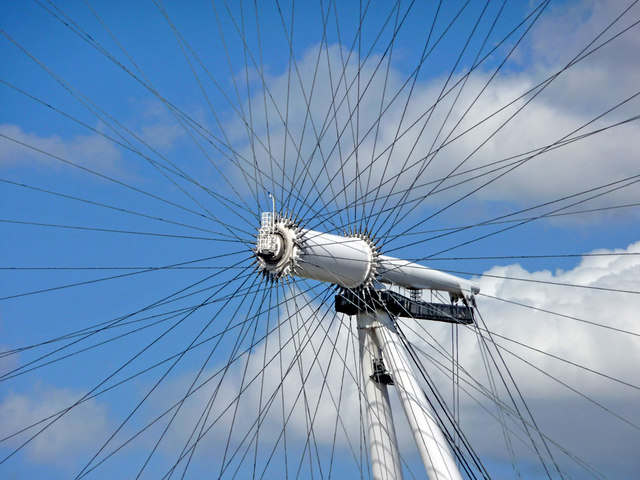
대관람차의 중심축과 케이블
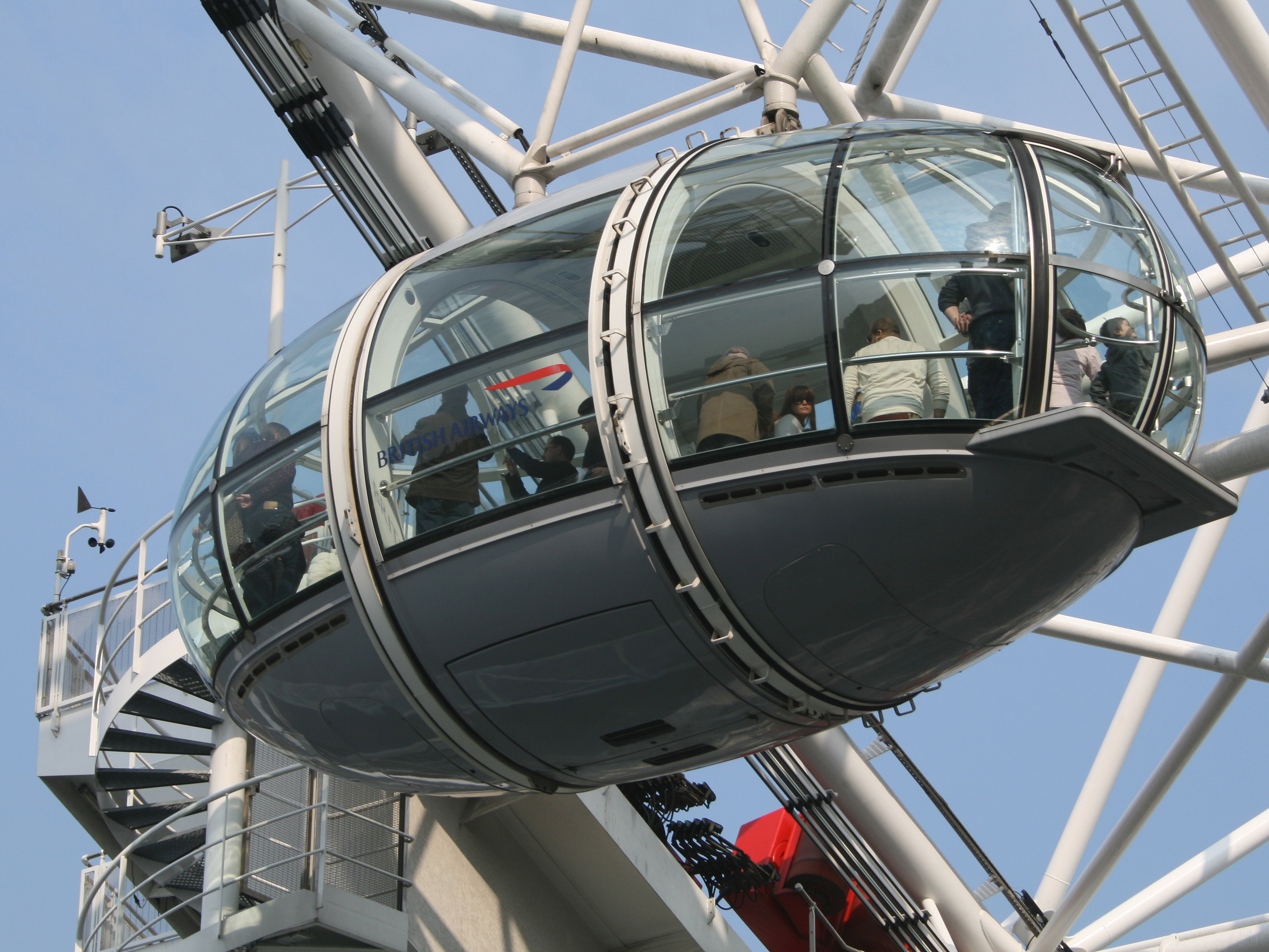
탑승실 외관
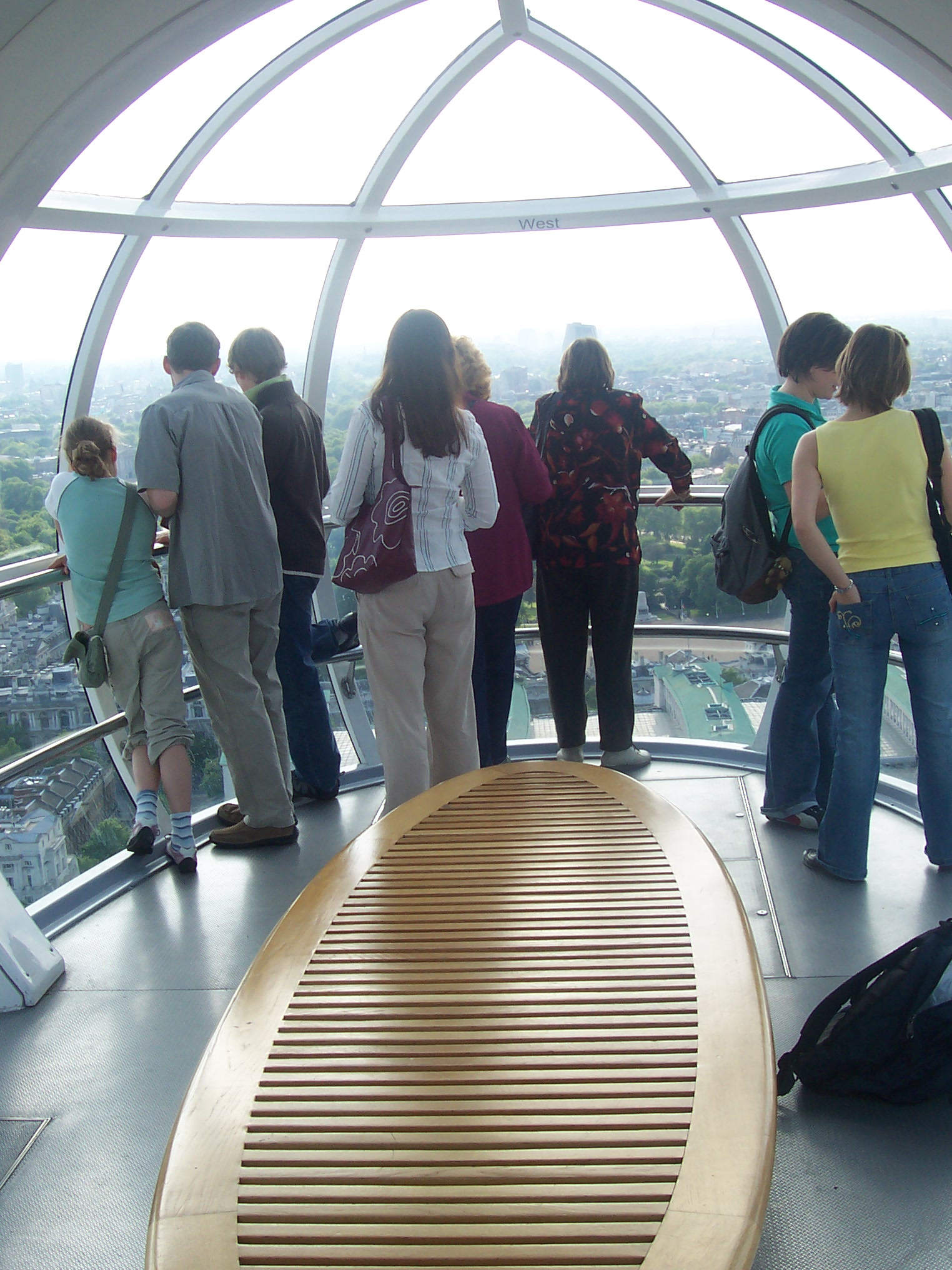
탑승실 내부

## 교통편
런던 아이와 가장 가까운 런던 지하철역은 워털루 역이지만 채링크로스 역, 임뱅크먼트 역, 웨스트민스터 역도 가까운 거리에 있다.
영국철도 열차편과의 환승은 런던 워털루 역과 런던 워털루 이스트 역에서 이뤄지며, 수상편으로는 템스 클리퍼와 시티 크루즈 사의 런던 리버 서비스가 런던 아이 바로 앞의 런던 아이 부두을 경유한다.